# Saphir (plantage)
Saphir was een koffieplantage aan de Commewijnerivier in het district Commewijne in Suriname. Zij lag links bij het opvaren, stroomafwaarts naast plantage Klein Bellevue en stroomopwaarts naast een uitloper van plantage Constantia, waarvan het oorspronkelijke gedeelte aan de Warrappakreek lag.

## Geschiedenis
In 1747 werd het Fort Nieuw-Amsterdam opengesteld. Hierdoor werd het moerasgebied aan de beneden-Commewijne beschermd tegen vijandelijke invallen, en werd het uitgegeven voor de aanleg van plantages. Hiervan werd 500 akkers uitgegeven aan Jacques Saffin. In 1752 verkocht hij het land aan Jean Dupeyrou. Dupeyrou was eigenaar van de plantage Monsort aan de Cottica en de nabijgelegen plantage Welgevallen en kocht er later Saphir bij. Via zijn vrouw erfde hij de suikerplantages La Bonne Amitié aan de Para en Potribo aan de boven-Commewijne. Hij overleed in 1767.
De plantage werd in 1769 verkocht aan Jacobus Woesthoven. Woesthoven stond erom bekend meedogenloos tegen zijn slaven te zijn geweest. Hij overleed in 1775. Zijn echtgenote hertrouwde met Willem Pieter Visscher uit Deventer. Visscher werd eigenaar van de houtplantages Toevlugt en Fortwijk aan de Surinamerivier, en de koffie- en katoenplantages De Twee Gebroeders aan de Motkreek, Misgunst aan de Perica en Patientie en Monsoucie aan de Cottica en Combé no. 9, 10, en 11 vlak bij Paramaribo. Ook legde hij zelf de plantage Visschershaven aan de Motkreek aan. Hij overleed in 1819 en werd aldaar begraven.
In 1830 werd het volledige bezit openbaar geveild. De slavenmachten op de plantages werden apart verkocht van de gronden. Dit betekende meestal dat alle plantages werden opgeheven. De grond en de gebouwen van plantages Saphir en Visschershaven werden aangekocht door Regina van Bouer en Laurens François van Dompig. In 1841, na het overlijden van eigenaar S.F. Dompig, kwam de grond opnieuw op de veiling. De grond werd in 1842 aangekocht door N.M. Heijmans. Saphir was niet meer in productie en wordt in de almanak omschreven als een "kweekgrond" met 1 slaaf.
A la bonne heure · Anna's Zorg · Akkerboom · Alliance · Alkmaar · Andresa · Auka · Andreesgift · Bantaskine · Barbados · Batavia · Beekenhorst · Belladrum · Bellevue · Belwaarde · Beninenburg · Berg en Dal · Bergen op Zoom · Berlijn (Commewijne) · Berlijn (Para) · Bethlehem · Boksweide · Boston · Botany Bay · Boxel · Bronswijk · Brouwerslust · Bruinendaal · Bucklebury · Buitenrust · Burnside · Cadrosspark · Caledonia · Campenburg · Cannewapibo · Catharina Sophia · Clevia  · Cliffort-Kokshoven · Clyde · Concordia · Concordia en een Kwart Lot · Courcabo · De Dageraad · De Goede Vriendschap · De Resolutie · De Vier Hendrikken · Diamond · Dijkveld · Domburg · Dordrecht · Eendragt · Elisabeth's Hoop · Ellen · L'Espérance (Nickerierivier) · L'Espérance (Surinamerivier) · Esthersrust · Fairfield · Fortuin · Flora · Florentia · Frederiksburg · Frederiksdorp · Frederikslust · Geertruidenberg · Geyersvlijt · Glensander · Gloria · Groot Chatillon · Groot Marseille · Guadeloupe · Hague · Hamburg · Hamilton · Hamptoncourt · Hannover · Hazard · Hebron · Hecht en Sterk · Hooyland · Hope · Houttuin · Huntly · Huwelijkszorg · Inverness · Jagtlust · Jodensavanne · Johan & Margaretha · Johanna Catharina · Johanna Maria · Johannesburg · John · Katwijk · Kent · Kerkshoven · Killenstein · Klein Bellevue · Kleinhoop · Krappahoek · Kroonenburg · Kwatta · La Jalousie · La Prosperité · La Rencontre · La Ressource (Saramacca) · La Ressource (Surinamerivier) · La Singularité · Laarwijk · Leasowes · Leliëndaal · Leonsberg · Livorno · Longmay · Lunenburg · Lust en Rust · Lustrijk · Maasstroom · Margarethenburg · Maria Petronella · Mariënbosch · Mariënburg · Margaretha's Gift · Mary's Hope · Meerzorg · Merveille · Moed en Kommer · Mon Bijou · Mon Souci · Mon Trésor · Monnikendam · Mopentibo · Morgenster · Moy · Nieuw Mocha · Nieuwzorg · Nieuwe Aanleg · De Nieuwe Grond · Nijd en Spijt · Novar · Nursery · Nut en Schadelijk · Onoribo · Onverwacht · Oranibo · Ornamibo · Overbrug · Overtoom 
· Oxford · Palestina · Paradise · Persévérance · Petersburg · Picardië · Peperpot · Pieterszorg · Plaisance · Poelwijk · Potosie · Purmerend · Reijnsdorp · Reijnsfort · Rijnberk · Roosenburg · Rorac · Rust en Werk · Rustenburg · Saltzhalen · Sans Souci · Saphir · Sarah · Sardam · Schaapstede · Schoonoord · Sinabo en Gelre · Sint Barbara · Sint Eustatius · Slootwijk · Sorgvliet · Spieringshoek · Standvastigheid · Suidwijn · Suzanna's Daal · Toevlugt (Surinamerivier) · Tout Lui Faut · Toledo · Totness · Tyronne · 't Vertrouwen · Victoria · Vierkinderen · Visserszorg · Voorburg · Voorzorg (Saramacca) · Vossenburg · Vredenburg · Vriendsbeleid en Ouderzorg · Vreeland · Waltonhall · Waldijk · Waterloo · Wederzorg · Welbedacht · Welgelegen (Commewijne) · Welgelegen (Coronie) · Welgevallen · Weltevreden · Wolffs Capoerica · Wolfenbüttel · 't Ylant · Zoelen · Zorg en Hoop (hout) · Zorg en Hoop (indigo) · Zorg en Hoop (katoen) · Zorg en Hoop (suiker)